# Flabellum conuis
Espèce
Statut CITES
Flabellum conuis est une espèce de coraux appartenant à la famille des Flabellidae.